# Contea di Chester (Tennessee)
La contea di Chester in inglese Chester County è una contea dello Stato del Tennessee, negli Stati Uniti. La popolazione al censimento del 2000 era di 15 540 abitanti. Il capoluogo di contea è Henderson.